# Nieuwe Tuinen
Nieuwe Tuinen (51° 59′ N, 4° 14′ L) é uma cidade dos Países Baixos, na província de Holanda do Sul. Nieuwe Tuinen pertence ao município de Westland, e está situada a 5 km, a norte de Maassluis.
A área de Nieuwe Tuinen, que também inclui as partes periféricas da cidade, bem como a zona rural circundante, tem uma população estimada em 140 habitantes.